# Nils Färnström
Nils Erik Olov Färnström, född 17 maj 1908 i Borås församling, Älvsborgs län,, död 31 mars 1986 i Slottsstadens församling, Malmö, Malmöhus län, var en svensk redaktör, författare, sportfiskare och filatelist. Färnström anses som en pionjär inom det moderna svenska flugfisket.

## Biografi
Färnström var son till tullförvaltaren Carl Färnström och Anna Sandelin samt sonson till prosten Olof Färnström. Han växte upp i Ringnäs i Söderala socken och kom där att i unga år maskmeta öring i Söderalaån och senare meta med köpt fiskefluga. Vid slutet av 1920-talet flyttade han till Stockholm för att studera. Han avlade studentexamen vid Stockholms samgymnasium 1930, avslutade studier vid Frans Schartaus Handelsinstitut 1933 och studerade därefter vid Socialpolitiska institutet och Stockholms högskola. Han var anställd vid Stockholms-Tidningen 1934–1945. Han anställdes 1946 vid Telegrafstyrelsen som redaktör för personaltidningen Verket och vi..
Färnström skrev tidningsartiklar om sportfiske, blev 1930 medlem i Stockholms Sportfiskeklubb, som bildats 1926, och utmärkte sig där i konsten som kastare. Åren 1931–1933 skrev han regelbundet artiklar för tidningen Jakt och fiske och blev redaktör för dess fiskeavdelning. 1933 skrev han sin första fiskebok, Flugfiske, i tidskriftens serie av handböcker. Genom åren skrev han 29 egna böcker om sportfiske, varav 16 om flugfiske, och var redaktör för sju sportfiskeböcker. 1935 blev Färnström redaktör för den nystartade tidningen Sportfiskaren utgiven av Svenska Sportfiskareförbundet, vilket han förblev under alla år utom ett tills tidningen år 1965 – efter 357 utgivna nummer – uppgick i Fiskefrämjandets tidning Svenskt Fiske och blev Svenskt Fiske/Sportfiskaren.
Tillsammans med Hans Lidman och Curt Lindhè var Färnström inspiratör för sportfiskets utveckling i Sverige långt fram under 1950-, 1960- och 1970-talen, en utveckling som tilltog efter 1945. Tillsammans svarade de för omkring 20 procent av 1900-talets utgivna titlar i ämnet. Färnströms insatser rör framför allt flugfiske och praktisk tillämpning av teoretiska kunskaper från den brittiska flugfisketraditionen. I böckerna varvade han egna fiskeupplevelser med nyheter och innovationer inom flugfisket, ofta efter resonerande kring de engelska klassikerna och deras teorier.
Redan i sin första bok 1933 introducerade Färnström det som i Amerika var 1932 års revolutionerande nyhet inom flugfiske, gyro-flugorna. Royal Coachman Fan Wing Gyro Fly hade han utprovat i nordiska fiskevatten och han bidrog till att göra flera andra flugmönster populära, bland annat Muddler Minnow. Efter otillfredsställande försök med nymffiske inbjöd Färnström nymffiskets metodutvecklare engelsmannen Frank Sawyer till Storån i norra Dalarna för att testa om de nya teorierna kring det nymffiske som Sawyer förespråkade också kunde tillämpas i nordiska vatten. Detta blev en fullträff och Färnström beskrev utförligt tekniken 1960 i Öring. Sländor och nymfer. Ny metodik i flugfiske. Inom svenskt flugfiske blev nymffisket snart anammat som fiskemetod, som med Sawyers nymfer som förebild kom att utvecklas till en ny gren av flugfiske.
Färnström kom genom sina artiklar och böcker att betyda mer än någon annan för att hos svenska sportfiskare skapa ett fördjupat intresse för flugfiske. och var 1970 en av initiativtagarna till flugfiskesällskapet Dunkrokens Gille i Stockholm. 1945 var han också en av initiativtagarna till en omorganisation av det fiskeklubbaserade Sportfiskareförbundet till ett riksomfattande fiskefrämjande för alla svenska sportfiskare och han hade utarbetat ett förslag inlämnat till Sportfiskareförbundets styrelse. Detta skedde för att väcka intresset för ordnade förhållanden inom sportfisket och att få samhället att vårda fiskevatten. Utbyggnaden av vattenkraften hade börjat och inneburit att fiskemöjligheterna kringskurits. Detta var för radikalt, varför ett utanför Sportfiskareförbundet fristående Fiskefrämjandet bildades 1950 – samgående skedde 1965 – och Färnström blev en av styrelsens ledamöter. Han medverkade också som redaktör och med några artiklar i Fiskefrämjandets första årsbok Fiske 1951.
Den 4 augusti 1949 skrev Färnström ett förslag till Domänstyrelsen till åtgärder för att få Hävlingens och övre Storådalens vattensystem i norra Dalarna skyddat och fiskevårdat. 1953 blev det därigenom beslutat om disponering av fisket i Storåns vattensystem, bland annat att Storån från Särsjön till Töfsingån blev ett sportfiskevatten enbart för flugfiske med flugspö, vilket gäller sedan dess Storån blev därigenom Sveriges första välkända allmänna kortfiskevatten för enbart flugfiske. I boken Fluga på fluga (1968) har han i ett inledande kapitel summerat sina erfarenheter och åsikter om Storån som "ett unikt vattensystem i vårt land". Storån har kommit att räknas som ett klassiskt flugfiskevatten.
Vid sidan om sportfisket var Färnström frimärkssamlare och skrev fem filatelistiska böcker.
Med sin fru Britta, född Olsson 1914, hade han dottern Eva, född 1949.